# 캐딜락 16
캐딜락 16(영어: Cadillac Sixteen)은 캐딜락에서 2003년에 발표된 컨셉트 세단이다.

## 각종 미디어에서의 등장
2003년 뉴욕 국제 오토쇼에서 펑크마스터 플렉스 라이드의 에피소드였다.
또한 2003년 탑 기어는 시리즈 2, 에피소드 10에서 발표자 제임스 메이와 함께 캐딜락 16을 검토하였으며 16을 "정확히 캐딜락 이어야 하는 것"이라고 칭찬하고 생산에 투입되어야 한다고 말하였다.
아담 샌들러가 주연한 2006년 코미디 영화 클릭에서 샌들러의 캐릭터는 2017년에 가족을 방문할 때 캐딜락 16을 운전하는 것으로 보인다.
휴 잭맨이 주연한 2011년 영화 리얼 스틸에서 잭맨의 캐릭터가 자신의 돈과 자녀를 모으는 동안 약 18분 만에 아이의 이모와 삼촌이 캐딜락 식스틴에 오르내리는 것이 보인다.
2005년에 출시된 레이싱 게임인 미드나이트 3: 더빙판 및 프로젝트 고담 레이싱 3에 등장한다.
2013년에 출시된 아스팔트 8: 에어본에서도 추가되었다.